# Archidiakonat Gorenjski
Archidiakonat Gorenjski − jeden z 4 archidiakonatów archidiecezji lublańskiej, składający się z 5 dekanatów w których skład wchodzi łącznie 76 parafii.
W skład archidiakonatu wchodzą następujące dekanaty:
- Dekanat Radovljica
- Dekanat Kranj
- Dekanat Šenčur
- Dekanat Tržič
- Dekanat Škofja Loka